# Real Fuerza Aérea de Dinamarca
La Real Fuerza Aérea danesa, conocida en danés como Flyvevåbnet (Fuerza Aérea), es la rama aérea de las Fuerzas Armadas de Dinamarca. Es una fuerza expedicionaria, con capacidad de organizarse para apoyar las operaciones aéreas y de seguridad dentro y fuera Dinamarca.

## Historia

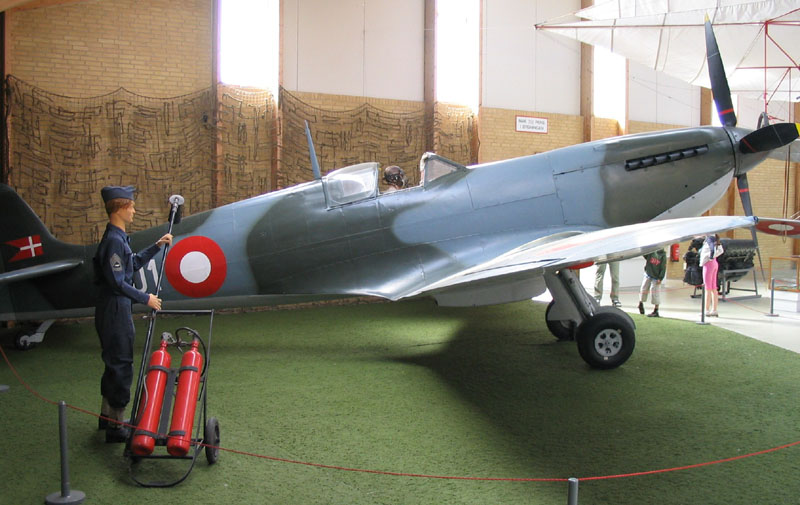
Un Supermarine Spitfire de la Real Fuerza Aérea de Dinamarca exhibido en el "Museo Aeronáutico de Stauning".

Toda aviación militar fue prohibida durante la ocupación nazi (1940-1945). El día de la victoria en Europa las fuerzas armadas danesas no tenían aviones, pero la Luftwaffe había construido y ampliado las bases aéreas en Dinamarca.
Las fuerzas armadas danesas recibieron 38 Supermarine Spitfire HF Mc. IXE y 3 P.R.Mk. XI en 1947-1948, que eran operados por las unidades de Hærens Flyvertropper (Cuerpo Aéreo del Ejército Danés), fundado en 1912 y Marinens Flyvevæsen (Real Aviación Naval Danesa), fundada 1911.
Los dos servicios se fusionaron en 1950 para formar la Real Fuerza Aérea Danesa (RFSD) y los Spitfires siguieron en servicio hasta 1956, cuando los últimos ejemplares fueron retirados todos, menos dos que fueron convertidos en chatarra.
Uno sobrevivió unos años en un parque infantil y un sobreviviente fue más tarde restaurado para representar el Spitfire Mk IX con el número 401. Este avión es ahora conservado en el aeródromo Dansk Veteranflysamling en Stauning en Jutlandia.
En los años 1960 y 1970 la RDAF operó una serie de F-104G Starfighters, F-100D y F-100F Super Sabres, financiados por Estados Unidos. En 1971 el ejército danés creó el Servicio Aéreo del Ejército Real de Dinamarca como la primera unidad de aire fuera de la Fuerza Aérea, desde su creación en 1950. Esta tenía helicópteros de observación y artillería de motores de pistón. En 1977, el Escuadrón Aéreo Naval Danés fue extraído del escuadrón 722 a la Armada danesa. En una compra de armamento de cuatro países de la OTAN: Dinamarca, Noruega, Países Bajos, Bélgica y presentó el F-16 Fighting Falcon como su cazabombardero común en enero de 1980. El F-16, más tarde fue adquirido por otros países de la OTAN como Grecia y Turquía, y, obviamente, el miembro de la OTAN Estados Unidos también tiene el F-16 en su inventario.
En 1999, tras el final de la Guerra Fría, la Fuerza Aérea Danesa se reorganizó para ser una fuerza aérea "expedicionaria", capaz de apoyar operaciones internacionales en todo el mundo, pero al mismo tiempo siguen siendo capaces de mantener la defensa aérea nacional y la defensa del mar.
En 2002, Dinamarca se unió al F-35 Joint Strike Fighter Team, y eventualmente hasta 48 F-35 podrían ser comprados para reemplazar a los F-16.
En octubre de 2002, un destacamento de 18 F-16 daneses, holandeses y noruegos, con una aeronave de reabastecimiento en vuelo holandesa, el McDonnell Douglas KC-10 Extender, voló a la base aérea de Manas en Kirguistán, en apoyo de fuerzas terrestres de la OTAN en Afganistán.

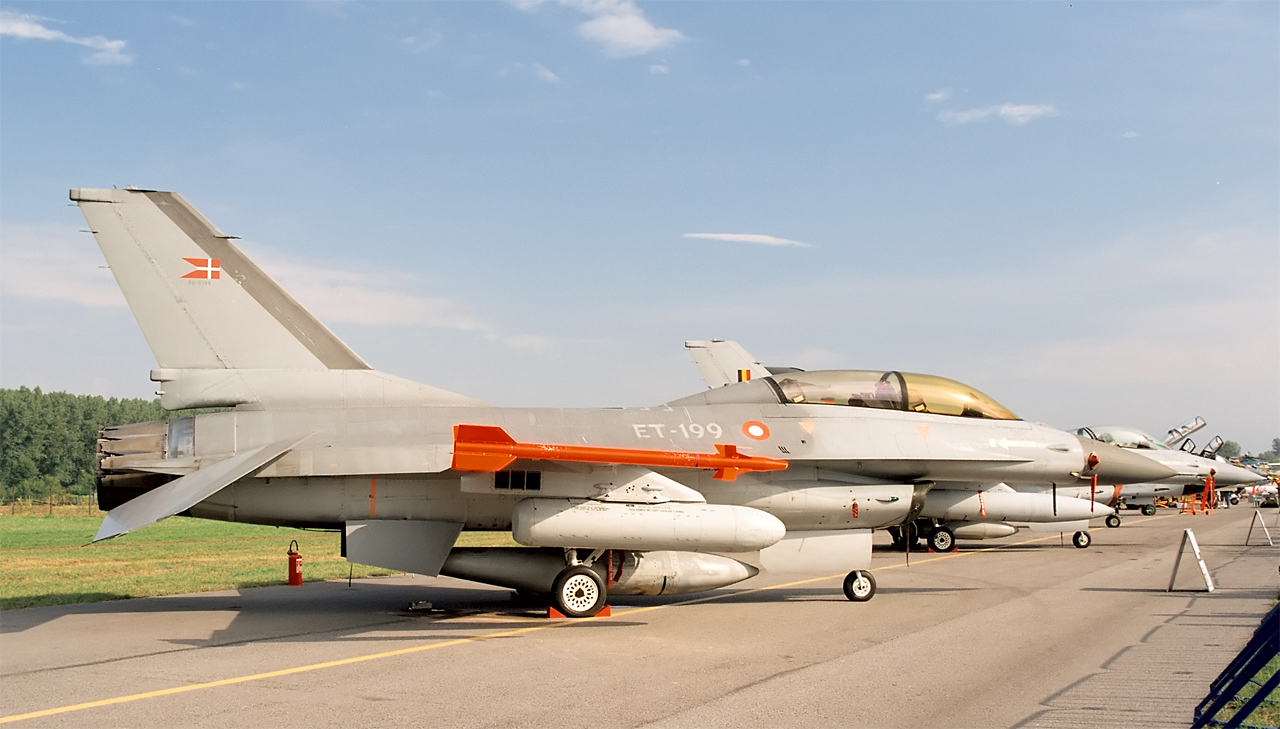
F-16 MLU de la Real Fuerza Aérea Danesa

En 2003, 16 H-500 Cayuse y 13 Eurocopter AS 550 Fennec del Servicio Aéreo del Ejército y ocho Westland Lynx Mc. 90B del Escuadrón Aéreo Naval Danés serían transferidos a la Fuerza Aérea. Los 17 Cayuse y 13 Fennec fueron trasladados al recién formado Escuadrón 724. Se suponía que los ocho helicópteros Lynx volvieran a entrar en otro escuadrón, el Escuadrón 728, pero por razones políticas los mantuvieron en la Marina.
En 2004, los antiguos Hércules C-130 (comprados por el gobierno en 1973) fueron sustituidos por tres más avanzados C-130J.
En 2005, los 16 Cayuses fueron descomisionados y uno de los Fennecs también. Los 12 Fennecs restantes se hicieron cargo de muchas de las tareas de la Cayuses, incluido el apoyo de las funciones de la policía danesa.
En 2006, la Fuerza Aérea firmó una carta de intención para comprar varios C-17 Globemaster III, orden que debe ser confirmada.
En junio de 2007, seis helicópteros EH101 daneses de transporte fueron trasladados a la RAF. A cambio, Dinamarca recibirá sustitutos de la empresa AgustaWestland, pagados por el Reino Unido.
En 2011, ocho Westland Lynx Mc. 90B del Escuadrón Aéreo Naval Danés serían transferidos a la Fuerza Aérea. Los helicópteros fueron trasladados al recién formado Escuadrón 723.

## Aeronaves y equipamiento
La Fuerza Aérea Real Danesa cuenta con las siguientes unidades:
| Aeronave                             | Origen                 | Tipo                                    | Versiones      | En servicio | Notas |
| Aviones                              | Aviones                | Aviones                                 | Aviones        | Aviones     | Aviones |
| ------------------------------------ | ---------------------- | --------------------------------------- | -------------- | ----------- | --- |
| Lockheed Martin F-16 Fighting Falcon | Estados Unidos Bélgica | Avión de caza                           | F-16 AMF-16 BM | 4713        | 25 aeronaves vendidas a la Fuerza Aérea Argentina. Algunos se donarán a Ucrania, siendo sustituidos por el F35. |
| Lockheed C-130 Hercules              | Estados Unidos         | Avión de transporte                     | C-130J-30      | 4           | |
| Bombardier CL-604 Challenger         | Canadá                 | Avión de transporte VIP                 | CL-604         | 3           | |
| Saab MFI-17 Supporter                | Suecia                 | Avión de entrenamiento y de enlace      | MFI-17         | 27          | |
| Helicópteros                         |                        |                                         |                |             | |
| Westland Lynx                        | Reino Unido            | Helicóptero utilitario y SAR            | Lynx Mk.90B    | 8           | Transferidos de la Real Armada de Dinamarca.                                                                    |
| Eurocopter AS 550 Fennec             | Unión Europea          | Helicóptero utilitario y de observación | AS 550C2       | 8           | Transferidos del Ejército Real de Dinamarca.                                                                    |
| AgustaWestland AW101                 | Italia Reino Unido     | Helicóptero utilitario y SAR            | Merlin         | 14          | |
| Aeronaves encargadas                 |                        |                                         |                |             | |
| Lockheed Martin F-35 Lightning II    | Estados Unidos         | Avión de caza furtivo                   | F35-A          | 27 pedidos  | 4 entregados |

## Galería de imágenes

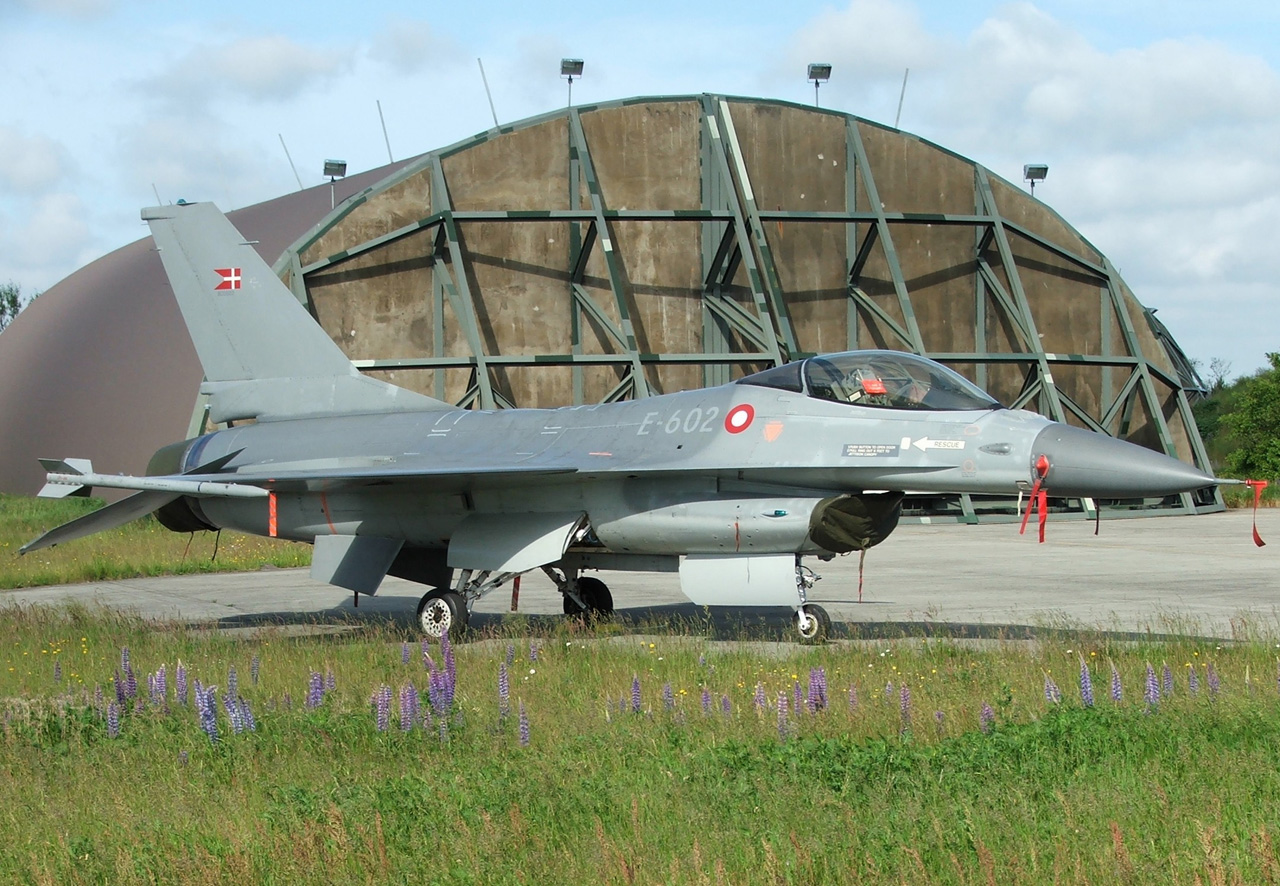
Lockheed Martin F-16 Fighting Falcon.
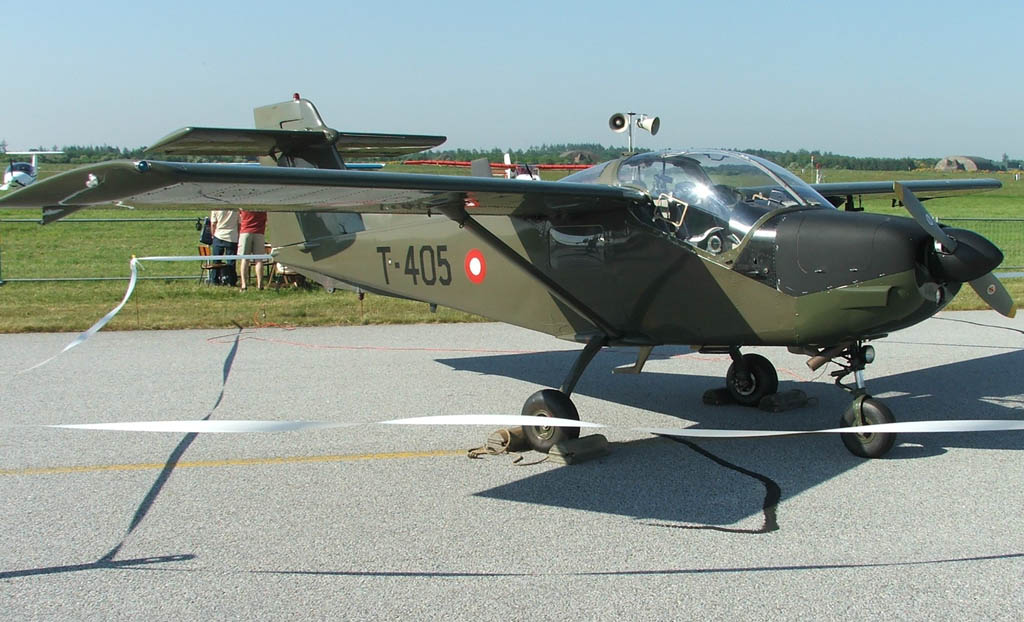
Saab MFI-17 Supporter.
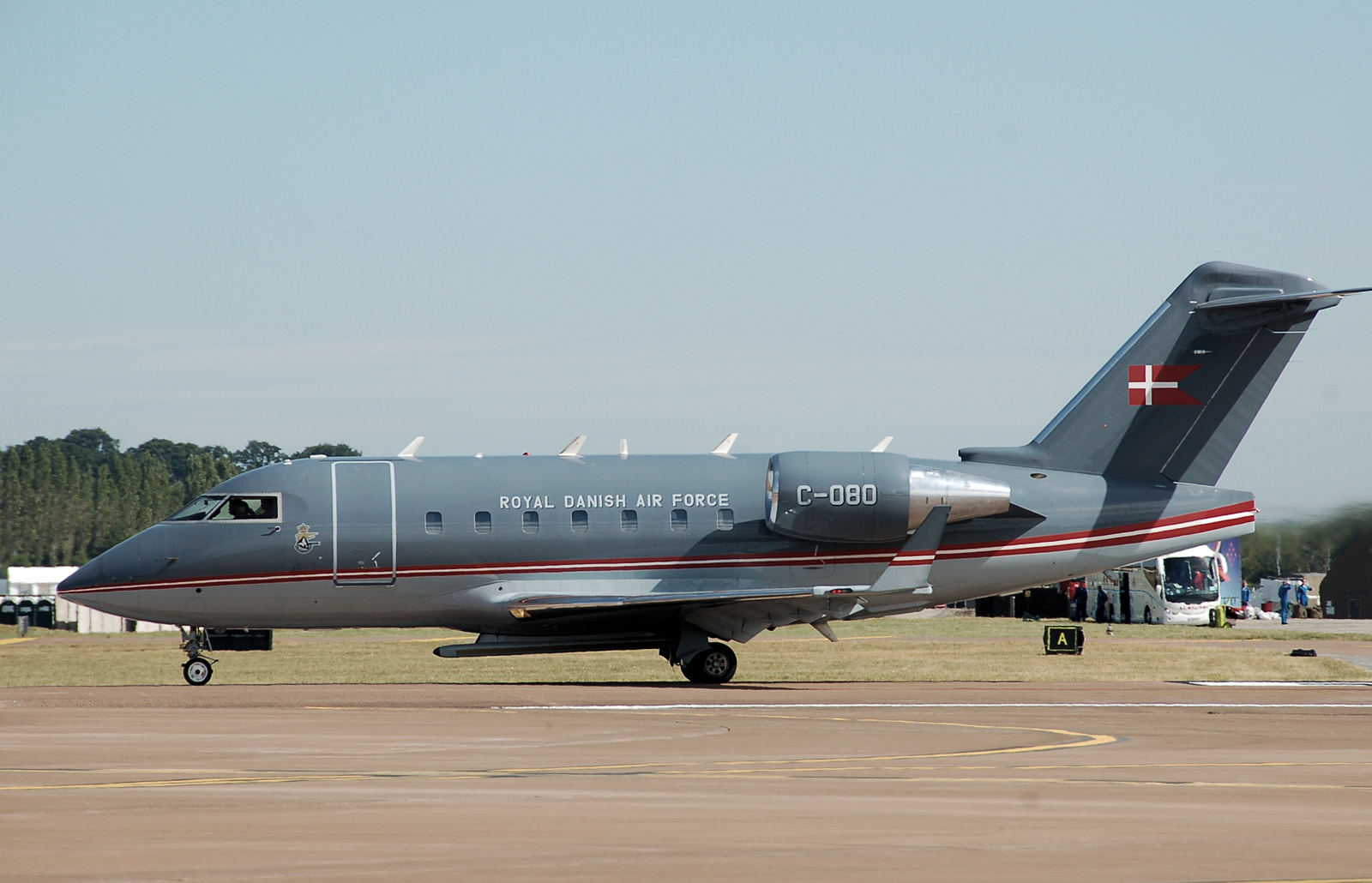
Bombardier CL-604 Challenger.
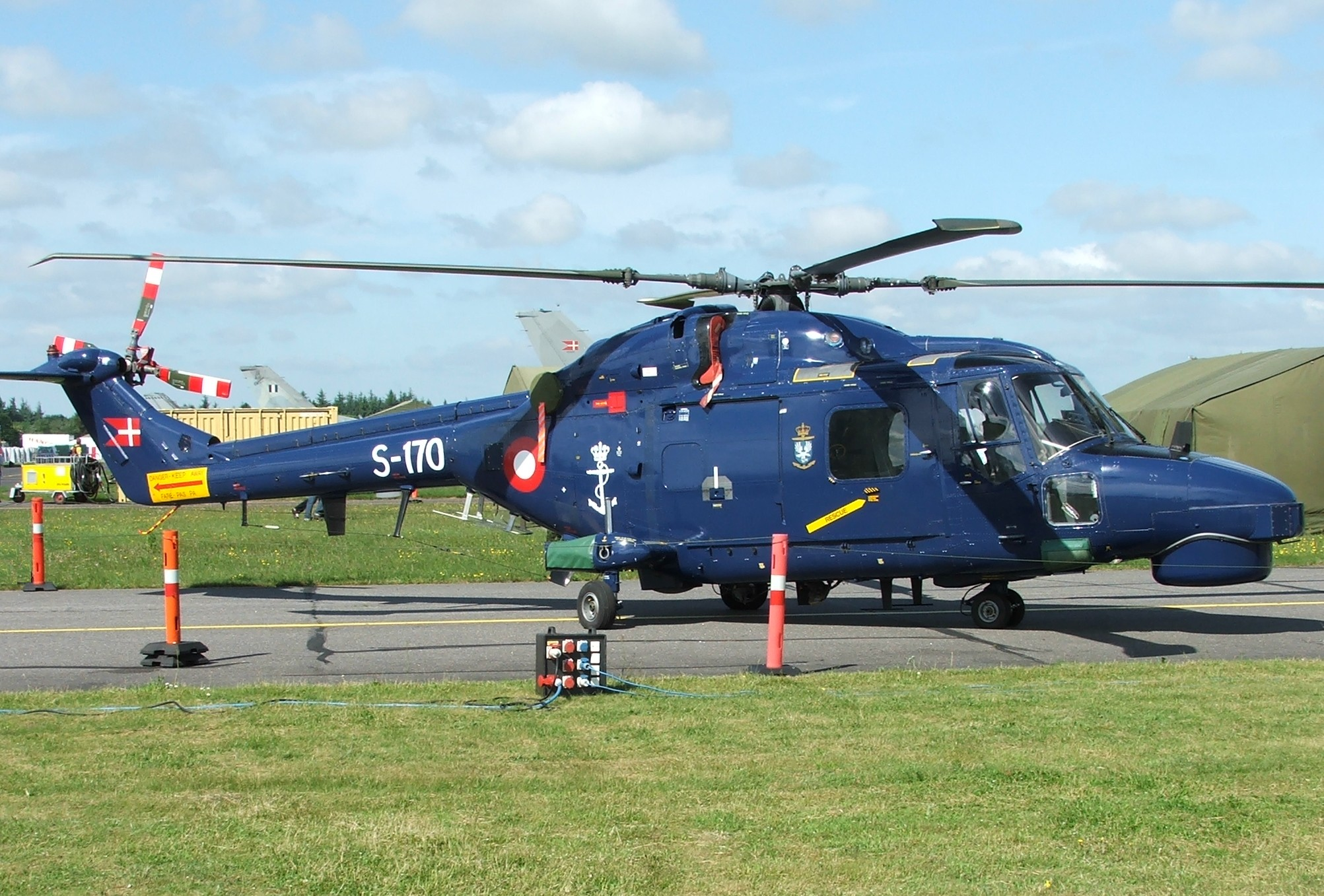
Westland Lynx.
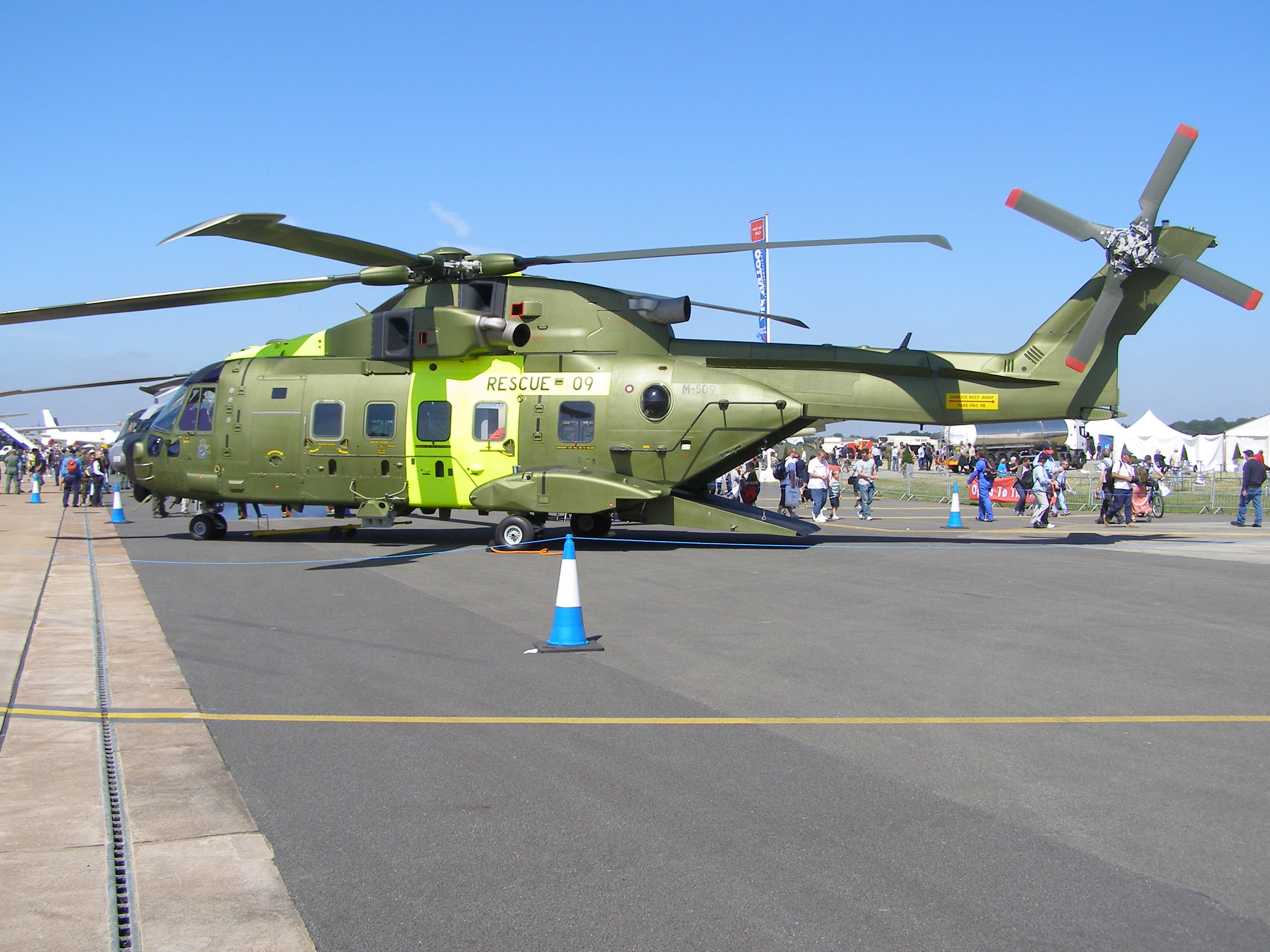
AgustaWestland AW101.
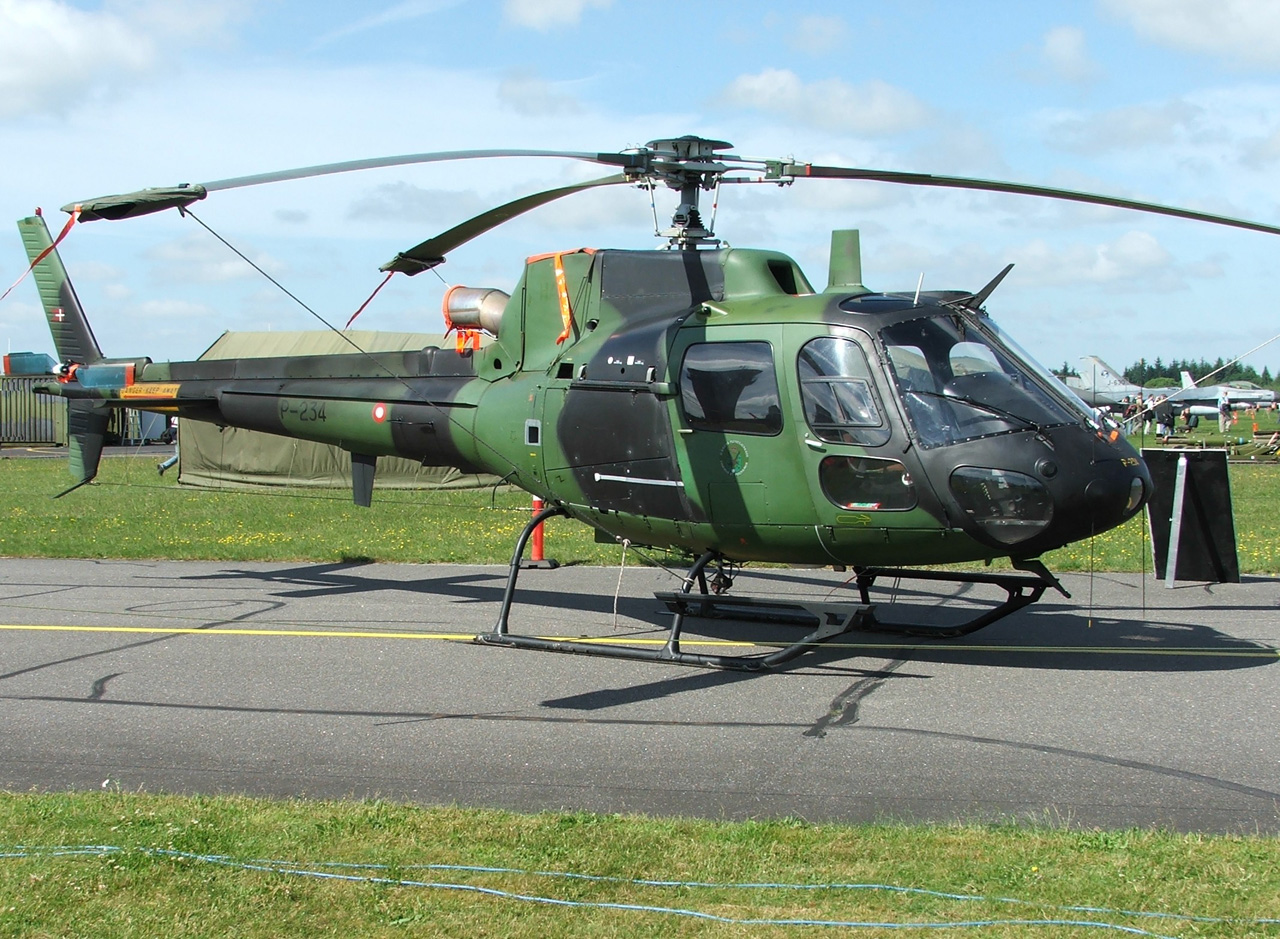
Eurocopter AS 550 Fennec.